# Mokrance
Mokrance – wieś (obec) na Słowacji położona w kraju koszyckim, w powiecie Koszyce-okolice. Pierwsze wzmianki o miejscowości pochodzą z roku 1317. 
Według danych z dnia 31 grudnia 2012, wieś zamieszkiwało 1360 osób, w tym 692 kobiety i 668 mężczyzn.
W 2001 roku rozkład populacji względem narodowości i przynależności etnicznej wyglądał następująco:
- Słowacy – 62,91%
- Czesi – 0,08%
- Morawianie – 0,08%
- Rusini – 0,08%
- Węgrzy – 35,35%

Ze względu na wyznawaną religię struktura mieszkańców kształtowała się w 2001 roku następująco:
- Katolicy rzymscy – 93,19%
- Grekokatolicy – 1,51%
- Ewangelicy – 1,36%
- Prawosławni – 0,08%
- Ateiści – 1,21%
- Nie podano – 1,51%